# Eromangasaurus australis
L'eromangasauro (Eromangasaurus australis) è un rettile marino estinto, appartenente ai plesiosauri. Visse alla fine del Cretaceo inferiore (Albiano, circa 105 milioni di anni fa) e i suoi resti fossili sono stati ritrovati in Australia. 

## Descrizione
Questo animale è noto principalmente per un cranio e una mandibola fracassati, più altri fossili postcranici provenienti dallo stesso sito attribuiti alla stessa specie. Tutto ciò che si conosce di Eromangasaurus, quindi, sono fossili incompleti che non permettono un'adeguata ricostruzione. In ogni caso, dal raffronto con animali simili (gli elasmosauri) si può ipotizzare che Eromangasaurus possedesse un collo estremamente allungato, un corpo corto e piatto e quattro arti trasformati in strutture simili a pagaie per fendere l'acqua. 

## Classificazione
Questo animale ha una storia tassonomica piuttosto complicata: il genere venne descritto per la prima volta da Benjamin P. Kear nel 2005, e la specie tipo venne denominata Eromangasaurus carinognathus. Qualche mese prima, sempre nel 2005, sulla base degli stessi resti fossili Sven Sachs aveva descritto una nuova specie del plesiosauro Tuarangisaurus, T. australis. Questa classificazione ebbe quindi la priorità, ma poiché i nuovi fossili vennero considerati un genere a parte, ecco che la nomenclatura binomiale corretta fu Eromangasaurus australis. 
Eromangasaurus (i cui resti fossili sono stati ritrovati nella formazione Toolebuc nel bacino dell'Eromanga, in Australia) è considerato un rappresentante degli elasmosauridi, un gruppo di plesiosauri dal collo eccezionalmente allungato, tipici degli oceani cretacei di tutto il mondo. Si suppone che Eromangasaurus sia stata una forma piuttosto basale, forse ancestrale ad altri elasmosauri come Styxosaurus e Thalassomedon.